# Hồ Phúc Minh
Hồ Phúc Minh (tiếng Trung: 胡福明; Tháng 7 năm 1935 – 2 tháng 1 năm 2023) là học giả và chính khách Trung Quốc.

## Tiểu sử
Hồ Phúc Minh chào đời vào tháng 7 năm 1935 tại huyện Vô Tích, tỉnh Giang Tô dưới thời Dân Quốc.
Tháng 9 năm 1955, ông theo học ngành báo chí tại Đại học Bắc Kinh. Năm 1956, ông được nhận vào lớp nghiên cứu triết học của Đại học Nhân dân Trung Quốc. Sau khi tốt nghiệp năm 1962, ông đảm nhận công tác giảng dạy tại Khoa Chính trị Đại học Nam Kinh (sau đổi tên thành Khoa Triết học).
Ngày 11 tháng 5 năm 1978, Quang Minh nhật báo đã cho đăng một bài bình luận đặc biệt có nhan đề Thực tiễn là tiêu chuẩn duy nhất để kiểm nghiệm chân lý do chính ông viết và chỉnh sửa nhiều lần. Ấn phẩm này rất đáng chú ý trong dư luận vì liên quan đến thời đại chuyển loạn thành chính.
Tháng 11 năm 1982,  ông được điều động làm Phó Ban Tuyên giáo Tỉnh ủy Giang Tô, trước khi được bổ nhiệm làm Trưởng ban Tuyên giáo Tỉnh ủy Giang Tô vào năm 1985. Năm 1987, ông trở thành Phó Chủ tịch Hội nghị Hiệp thương Chính trị Nhân dân Trung Quốc Tỉnh ủy Giang Tô.
Ngày 18 tháng 12 năm 2018, ông được phong tặng danh hiệu Người Tiên phong Cải cách tại hội nghị kỷ niệm 40 năm công cuộc cải cách và mở cửa ở Trung Quốc đại lục.
Hồ Phúc Minh qua đời vào ngày 2 tháng 1 năm 2023, hưởng thọ 87 tuổi, do mắc bệnh COVID-19.